# Efeito Pigou
Em economia, o efeito Pigou é o estímulo da produção e do emprego causado pelo aumento do consumo devido a um aumento nos saldos reais de riqueza, particularmente durante a deflação. O termo foi nomeado após Arthur Cecil Pigou por Don Patinkin em 1948.   
A riqueza real foi definida por Arthur Cecil Pigou como a soma da oferta monetária e dos títulos do governo divididos pelo nível de preços. Ele argumentou que a Teoria Geral de Keynes era deficiente em não especificar uma ligação entre "balanços reais" e consumo atual e que a inclusão de tal " efeito riqueza" tornaria a economia mais "autocorretiva" para quedas na demanda agregada do que Keynes previu. Como o efeito deriva de mudanças no "Equilíbrio Real", essa crítica do keynesianismo também é chamada de efeito do Equilíbrio Real . 

## História
O efeito Pigou foi popularizado pela primeira vez por Arthur Cecil Pigou em 1943, em The Classical Stationary State, um artigo no Economic Journal. Ele havia proposto a ligação entre os equilíbrios e o consumo antes, e Gottfried Haberler fez uma objeção semelhante no ano seguinte à publicação da Teoria Geral.
Seguindo a tradição da economia clássica, Pigou favoreceu a ideia de "taxas naturais" às quais a economia retornaria na maioria dos casos, embora reconhecesse que preços rígidos ainda poderiam impedir a reversão para níveis naturais de produção após um choque de demanda. Pigou viu o efeito do "Equilíbrio Real" como um mecanismo para fundir os modelos keynesianos e clássicos. 

## Integração com Demanda Agregada Keynesiana
John Maynard Keynes argumentou que uma queda na demanda agregada poderia reduzir o emprego e o nível de preços em uníssono, uma ocorrência observada na depressão deflacionária. Na estrutura IS-LM da economia keynesiana, formalizada por John Hicks, um choque negativo da demanda agregada mudaria a curva IS para a esquerda; Como resultado, um nível salarial e de preços em queda simultânea mudaria a curva LM devido a uma crescente oferta monetária real - isso é chamado de efeito Keynes. O efeito Pigou, por sua vez, contrariaria a queda na demanda agregada, através do aumento dos atuais saldos reais, elevando os gastos via efeito renda, deslocando a curva IS de volta para a direita. 

## A hipótese de Pigou e a armadilha da liquidez
Uma economia em uma armadilha de liquidez não pode usar estímulo monetário para aumentar a produção porque há pouca conexão entre renda pessoal e demanda por moeda. John Hicks pensou que isso poderia ser outro motivo (juntamente com preços rígidos) para o desemprego persistentemente alto. No entanto, o efeito Pigou cria um mecanismo para a economia escapar da armadilha: 
1. Como o desemprego aumenta,
2. o nível de preços cai,
3. o que aumenta os saldos reais,
4. e assim o consumo aumenta,
5. que cria um conjunto diferente de curvas IS no diagrama IS-LM, cruzando as curvas LM acima do limiar da taxa de juros baixa do purgador de liquidez.
6. Finalmente, a economia segue para o novo equilíbrio, no pleno emprego .

Pigou concluiu que um equilíbrio com o emprego abaixo da taxa total de emprego (a taxa natural clássica) só poderia ocorrer se os preços e os salários fossem pegajosos. 

## A crítica de Kalecki ao efeito Pigou
O efeito Pigou foi criticado por Michał Kalecki porque "O ajuste necessário aumentaria catastroficamente o valor real das dívidas e, consequentemente, levaria à bancarrota do atacado e a uma crise de confiança". 

## O efeito Pigou e o Japão
Se o efeito Pigou sempre operasse fortemente, a política do Banco do Japão de taxas de juros nominais próximas de zero poderiam ter sido esperadas para acabar com a deflação japonesa da década de 1990 mais cedo. 
Outra evidência aparente contra o efeito Pigou do Japão pode ser seu longo período de estagnação das despesas de consumo, enquanto os preços estavam caindo. Pigou supôs que a queda dos preços faria os consumidores se sentirem mais ricos (e aumentassem os gastos), mas os consumidores japoneses tendiam a informar que preferiam adiar as compras, esperando que os preços caíssem ainda mais. 

## Dívida do governo e o efeito Pigou
Robert Barro argumentou que, devido à equivalência ricardiana na presença de um motivo de legado, o público não é levado a pensar que é mais rico quando o governo lhes dá títulos, porque os cupons de títulos do governo devem ser pagos com o aumento da tributação futura.  Portanto, ele argumentou que, no nível microeconômico, o nível subjetivo de riqueza seria diminuído por uma parcela da dívida assumida pelo governo nacional. Como consequência, os títulos não devem ser considerados como parte da riqueza líquida no nível macroeconômico. Isso implica que não há como o governo criar um "efeito Pigou" ao emitir títulos, porque o nível agregado de riqueza não aumentará. 